# Ceratocryptus geniculatorius
Ceratocryptus geniculatorius är en stekelart som först beskrevs av Fabricius 1804.  Ceratocryptus geniculatorius ingår i släktet Ceratocryptus och familjen brokparasitsteklar. Utöver nominatformen finns också underarten C. g. extensus.